# Povestea călătoriilor
Povestea călătoriilor este un film fantastic din 1983 regizat de Aleksandr Mitta. Rolurile principale au fost interpretate de actorii Andrei Mironov, Tatiana Aksiuta, Carmen Galin.

## Distribuție
Distribuția filmului este alcătuită din:
- Octavian Cotescu — Primul judecător
- Valeri Storojek — Mai, adult
- Lev Durov — Al doilea judecător
- Mihai Mălaimare
- Liliana Tudor — Fata de la han
- Tatiana Aksiuta — Marta
- Ksenia Piriatinskaia — Mai, copil
- Andrei Mironov — Orlando
- Baltâbai Seitmamutov — Brutus
- Ovidiu Moldovan — Primul războinic
- Carmen Galin — Ciuma
- Jean Lorin Florescu — Judecătorul

## Primire
Filmul a fost vizionat de 1.110.809 spectatori în cinematografele din România, după cum atestă o situație a numărului de spectatori înregistrat de filmele românești de la data premierei și până la data de 31 decembrie 2014 alcătuită de Centrul Național al Cinematografiei.